# Jack Mowat
John Alexander Mowat ou Jack Mowat, né le 1er avril 1907, était un arbitre écossais de football. Il fut arbitre en 1946 et 1960.

## Carrière
Il a officié dans des compétitions majeures :
- Coupe d'Écosse de football 1950-1951 (finale)
- Coupe d'Écosse de football 1951-1952 (finale)
- Coupe d'Écosse de football 1952-1953 (deux matchs de la finale)
- Coupe d'Écosse de football 1956-1957 (deux matchs de la finale)
- Coupe d'Écosse de football 1957-1958 (deux matchs de la finale)
- Coupe du monde de football de 1958 (1 match)
- Coupe des clubs champions européens 1959-1960 (finale)